# 吉田茂 (野球)
吉田 茂（よしだ しげる）は、日本の元アマチュア野球選手である。ポジションは投手。

## 来歴・人物
1967年に浜松商業高校のエースとして活躍し、1967年の夏の甲子園県予選決勝でエースの松下勝実を擁する清水東高等学校を破り、第49回全国高等学校野球選手権大会の出場を果たした。しかし、大会の1回戦（初戦）でエースの萩野友康を擁する土佐高校に敗退。同年のドラフト会議で広島カープから7位指名されたが、入団拒否し、河合楽器に入社する。
高校同期に榊原良行がいた。